# Dasyurus albopunctatus
Dasyurus albopunctatus é uma espécie de marsupial da família Dasyuridae. Endêmica da Nova Guiné.
- Nome Popular: Quoll-de-Nova Guiné
- Nome Científico: Dasyurus albopunctatus (Schlegel, 1880)
- Sinônimo do nome científico da espécie: Satanellus albopunctatus;

## Características
O Quoll de Nova Guiné, pesa geralmente pouco mais de 1 kg. Seu corpo é castanho e o dorso manchado de branco, as manchas não se estendem até a cauda que é levemente peluda. Assemelha-se a um "gato-gambá" os quolls tambem são referidos como gatos nativos e, ocasionalmente, gatos-marsupiais ou gatos-tigres. Seus pés têm almofadas listradas transversalmente, que é susceptivel de ser uma adaptação para a aderência e é indicativo de uma vida passada nas árvores.

## Hábitos alimentares
São carnivoros, alimentam-se de uma grande variedade de presas, incluindo aves, ratos e outros marsupiais, pequenos répteis e insetos.
Nota: Existem duas formas válidas: deamonellus e fuscus (consideradas sinônimos de Dasyurus albopunctatus)

## Habitat
Vivem em regiões de florestas ou montanhas, são terrestres e de hábitos noturnos.

## Distribuição Geográfica
Nova Guiné

## Subespécies
- Subespécie: Dasyurus albopunctatus daemonellus? (Thomas, 1904)

Sinônimo do nome científico da subespécie: Dasyurus daemonellus;
Nota: Forma de Dasyurus albopunctatus;
Local: Rio Aroa, Avera, costa Sul, de Papua Nova Guiné;
- Subespécie: Dasyurus albopunctatus fuscus? (Milne-Edwards, 1880)

Sinônimo do nome científico da subespécie: Dasyurus fuscus;
Nota: Forma de Dasyurus albopunctatus;
Local: Montanha Arfak, Nova Guiné;